# Jodoigne
Jodoigne (nld. Geldenaken, wa. Djodogne) – miasto w środkowej Belgii, w Regionie Walońskim, w prowincji Brabancja Walońska, w okręgu Nivelles. 1 stycznia 2024 r. liczyło 14 899 mieszkańców.

## Podział administracyjny
W skład miasta wchodzi dziewięć dzielnic (section):
- Dongelberg
- Jauchelette
- Jodoigne-Souveraine (Opgeldenaken)
- Lathuy (Laatwijk)
- Mélin (Malen)
- Piétrain (Petrem)
- Saint-Jean-Geest (Sint-Jans-Geest)
- Saint-Remy-Geest (Sint-Remigius-Geest)
- Zétrud-Lumay (Zittert-Lummen)

## Współpraca
Miejscowości partnerskie:
- Bełogradczik, Białoruś
- Coulanges-la-Vineuse, Francja
- Damme, Flandria Zachodnia
- Łeba, Polska
- Rutovu, Burundi
- Saint-Pierre-sur-Dives, Francja